# فيصل الياسري
فيصل عبد الله الياسري (1933 - 27 أكتوبر/تشرين الأول 2022)، هو كاتب روائي ومُخرج عراقي شهير.
عمل في الصحافة عام 1948م، وأصدر مجموعة قصصية بعنوان (في الطريق)، كما أصدر رواية (كانت عذراء) عام 1952م.
قبل أن يتوجه للسينما، حصل على امتياز في فن الإخراج والإعداد التلفزيونيين من فيينا، وعمل عام 1958م مخرجاً في تلفزيون بغداد كما عمل للفترة من 1959-1962 مخرجاً في تلفزيون ألمانيا الديمقراطية.
وفي أواخر عام 1965م، عمل في التلفزيون السوري حتى عمله في فيلم (الرأس) في العراق عام 1976م. كما أخرج فيصل الياسري عدداً من الأفلام التسجيلية، وحوالي عشرة أفلام روائية منها أفلام: (الرأس 1976) و (النهر 1977) و (القناص 1979) و (بابل حبيبتي) وغيرها. ومن أعماله التلفزيونية التي أخرجها: (دنانير من ذهب) و (اللغة العربية) و (المرايا) و (الدفتر الأزرق) وبرنامج الملف الذي لخص آثار العمليات العسكرية على البنية التحتية والخدمات على المواطنين العراقيين في حرب عاصفة الصحراء. ساهم في تأسيس تلفزيون بغداد الثقافي وكان مديره بين عامي 1994 و 1995. وهو الآن يمتلك فضائية الديار العراقية. هو زوج الممثلة العراقية هند كامل.

## الأعمال
- المسلسل التعليمي افتح يا سمسم[5]
- المسلسل التثقيفي سلامتك[6]
- المسلسل السوري حمام الهنا
- الفيلم السوري عودة حميدو 1971
- الفيلم السوري غراميات خاصة 1974
- الفيلم السوري عشاق على الطريق 1977
- المسلسل العربي المرايا 1984
- الفيلم السوري زواج على الطريقة المحلية 1987

## وفاته
توفي فيصل الياسري يوم الخميس 27 أكتوبر/تشرين الأول 2022، في العاصمة الأردنية عمّان، عن عمر ناهز 89 عاما، وفق ما أعلنت أسرته. وشُيّعَتْ جنازتُه في بغداد.

## وصلات خارجية
- فيصل الياسري على موقع IMDb (الإنجليزية)
- فيصل الياسري على موقع قاعدة بيانات الأفلام العربية
- فيصل الياسري على موقع قاعدة بيانات الفيلم (الإنجليزية)